# Tilav Cirque
Der Tilav Cirque ist ein Bergkessel im ostantarktischen Viktorialand. Auf der Hochebene The Fortress der Cruzen Range liegt er auf der Nordwestseite des McLean Buttress.
Das Advisory Committee on Antarctic Names benannte den Bergkessel 2005 nach Serap Z. Tilav (* 1958), Mitglied eines Feldforschungsteams des United States Antarctic Program zur Unterstützung des AMANDA-Projekts nahe der Amundsen-Scott-Südpolstation in neun Kampagnen zwischen 1991 und 2005.